# Distrito electoral de Athens South n.º 1
Athens South n.º 1 (en inglés: Athens South No. 1 Precinct) es un distrito electoral ubicado en el condado de Menard en el estado estadounidense de Illinois. En el Censo de 2010 tenía una población de 1565 habitantes y una densidad poblacional de 50,51 personas por km².

## Geografía
Athens South n.º 1 se encuentra ubicado en las coordenadas 39°56′20″N 89°44′14″O / 39.93889, -89.73722. Según la Oficina del Censo de los Estados Unidos, Athens South n.º 1 tiene una superficie total de 30,98 km², de la cual toda corresponde a tierra firme.

## Demografía
Según el censo de 2010, había 1565 personas residiendo en Athens South n.º 1. La densidad de población era de 50,51 hab./km². De los 1565 habitantes de Athens South n.º 1 el 98,02% eran blancos, el 0,06% eran afroamericanos, el 0,38% eran amerindios, el 0,32% eran asiáticos, el 0,06% eran isleños del Pacífico, el 0,83% eran de otras razas y el 0,32% pertenecían a dos o más razas. Del total de la población el 1,41% eran hispanos o latinos de cualquier raza.